# Charles-Caïus Renoux
Pour les articles homonymes, voir Renoux.
Charles-Caïus Renoux né en 1795 à Paris, où il est mort le 14 mars 1846, est un peintre, dessinateur, illustrateur et lithographe français.

## Biographie
Charles-Caïus Renoux expose au Salon entre 1822 et 1844, et enseigne à l'École des beaux-arts de Paris.  
Peintre d'histoire et de scènes de genre, également paysagiste, il se consacre principalement aux vues de monuments, aux ruines et aux intérieurs d'église qui lui apportent un succès considérable de son vivant. Il peint des sujets réels ou imaginaires et accompagne en cela le mouvement pictural de style troubadour et le romantisme qui suscitent renouveau du sentiment religieux et idéalisation d'une période historique, à savoir le Moyen Âge. Le développement des échanges, des voyages et du tourisme apportent un nouveau regard sur ces monuments romans ou gothiques que Renoux choisit pour sujets privilégiés dans de petits ou moyens formats.  
Il commence à exposer au Salon de 1822 avec Vue prise de Louviers, des Ruines des casemates de Château-Gaillard, une Vue de Bercy et un Intérieur gothique. L'ensemble est aussitôt remarqué et récompensé par une médaille de 2e classe. Les années suivantes sont également l'occasion pour Renoux de témoigner, à travers les salons qu'il fréquente jusqu'en 1844, de ses voyages réguliers en France, en Suisse et en Allemagne. Son parcours chronologique est difficile à retracer, mais il parcourt notamment la Normandie, la Touraine, l'Alsace, les Vosges, le Tarn (Albi), la Sarthe (notamment le château du Lude). Il obtient une médaille de 1re classe au Salon de 1831. Il expose également dans les salons du nord de la France, à Cambrai entre 1826 et 1836, à Arras en 1833 et 1838, à Douai entre 1829 et 1837 et à Valenciennes en 1835. A l'occasion de ces salons, il reçoit plusieurs médailles dont quatre en argent, une en bronze et deux mentions honorables.
L'originalité de l'art de ce peintre tient beaucoup dans ses effets de lumière et d'éclairage qui apportent une sorte de poésie lyrique caractéristique des œuvres de Renoux. Les ruines, souterrains, chapelles, couvents, caves voutées, galeries, où le figuratif reste souvent anecdotique, sont prisés par Renoux pour leur résonance historique empruntée à des sites célèbres (Bonneval, Cluny, Château-Gaillard).  
Comme le remarque le critique d'art Jacques Thuillier, "le romantisme de ce peintre ne se tourne ni vers les sujets lugubres ni vers le pessimisme très intellectuel cultivé alors par tant de poètes. Il garde la franchise alerte d'un artiste qui trouve dans le spectacles de l'architecture et de la nature un plaisir sincère. Et il lui suffit d'un fort contraste de lumière pour retenir l’œil au centre du tableau sur une belle trouée de couleurs et d'un effet de demi-teinte pour effacer ce qu'aurait de trop sec la rigidité des architectures et laisser place au sentiment. Peu de tableaux allient si délicatement la majesté de l'art gothique, la mélancolie des ruines et la sérénité d'une retraite préservée au sein de la nature".  
Son succès est tel que l'archéologue Alexandre Du Sommerard, grand amateur d'objets du Moyen Âge dont la collection forma la base du musée de Cluny, achète sept des neuf tableaux présentés au Salon de 1824. Renoux participa quelques années plus tard à la publication intitulée Les arts au Moyen Âge en ce qui concerne principalement le palais romain de Paris, l'hôtel de Cluny issu de ses ruines et les objets d'art de la collection classée dans cet hôtel, édité par Du Sommerard en 1838-1846.
En tant qu'illustrateur, il collabore au Voyage pittoresque en Bretagne du comte de Trobriand pour la collection des Voyages pittoresques et romantiques dans l'ancienne France, l'entreprise d'Isidore Taylor et Charles Nodier.  
Il réalise également une série de quinze tableaux historiques pour le château de Versailles à la demande de Louis-Philippe Ier. 
Il peint des tableaux pour le Diorama de Louis Daguerre, qui sont montrés à Paris et à Londres où il prend, à partir de 1840, la suite de Charles Marie Bouton.
Renoux a eu une production artistique importante, il est donc bien représenté dans un grand nombre de musées français dont certains conservent des œuvres importantes (Pèlerins devant un tombeau, 1828, musée de Grenoble).
Il est nommé chevalier de la Légion d'honneur en juin 1838.
Charles-Caïus Renoux meurt le 14 mars 1846 à Paris.

## Collections publiques
- Colmar, musée Unterlinden : Portrait de Gustave Saltzmann, 1841, huile sur toile.
- Compiègne, musée national du château de Compiègne : Intérieur d'une chambre au XVIe siècle, huile sur toile.
- Grenoble, musée de Grenoble : Moines dans une église gothique en ruines, 1828, huile sur toile[14].
- Le Puy-en-Velay :
  - hôtel de préfecture de la Haute-Loire : Paysage, lever de soleil, huile sur toile.
  - musée Crozatier : Intérieur de l'église Saint-Étienne-du-Mont à Paris, huile sur toile.
- Lisieux, musée d'Art et d'Histoire : Galerie d'un cloître, huile sur toile.
- Nantes, musée des Beaux-Arts : Étude de rochers, huile sur toile.
- Orléans, musée des Beaux-Arts : Vue du Rhin, 1831, huile sur toile, 60 x 80 cm (disparu)[15].
- Paris, musée du Louvre :
  - Séance royale pour l'ouverture de la session des chambres au Louvre, huile sur toile ;
  - Épisode des croisades dans l'église Saint-Marc à Venise, dessin.
- Sainte-Menehould, musée d'Art et d'Histoire, galerie historique de Versailles : La Prise de Philipsbourg. 29 octobre 1688, 1836, huile sur toile.
- Saint-Cyr-l'École, lycée militaire : Reddition de Dinkelsbuhl août 1645, d'après Sauveur Le Conte, huile sur toile.
- Soissons, musée de Soissons : Vue de la Cavée Saint-Marin, près de la forêt de Compiègne, huile sur toile.
- Versailles :
  - hôtel de ville :
    - Plan de la bataille de Nordlingen. 3 août 1645, 1836, huile sur toile ;
    - Siège et prise de Rothenbourg en 1645, d'après Sauveur Le Conte, huile sur toile.

  - musée de l'Histoire de France :
    - Bataille de la Croix des Bouquets. 23 juin 1794, 1836, huile sur toile ;
    - Prise de Gand. 12 mars 1678, 1836, huile sur toile ;
    - Prise de Palamos. Juin 1694, 1836, huile sur toile ;
    - Prise de Roses. 9 juin 1693, 1836, huile sur toile ;
    - Prise du château de L'Escalcette. 8 novembre 1676, 1836, huile sur toile ;
    - Prise du camp de Boulou. 1er mai 1794, 1836, huile sur toile ;
    - Reprise du camp de Peyrestortes le 18 août 1793, huile sur toile ;
    - Siège de Luxembourg. 12 juin 1795, 1837, huile sur toile, aile sud des ministres ;
    - Mariage du duc de Berry et de Caroline, princesse des Deux-Siciles le 17 juin 1816, huile sur toile ;
    - Traité conclu entre les croisés et les Vénitiens dans l'église Saint-Marc en 1201, huile sur toile ;
    - Combat de Monteilla. 10 avril 1794, 1837, œuvre disparue[16] ;
    - Reprise de Bellegarde[Lequel ?]. 17 septembre 1794, 1837, œuvre disparue[17] ;
    - Combat du mas de Roz, 17 juillet 1793, 1837, d'après Jacques Gamelin, œuvre détruite[18].

  - musée Lambinet :
    - Intérieur de cloître, huile sur toile ;
    - Chapelle du château de Saint-Germain, huile sur toile ;
    - Bords du Rhin, la dévotion à la chapelle, huile sur toile ;
    - Heidelberg, huile sur toile ;
    - Homme couché près de la chapelle de Bellème, huile sur toile ;
    - Intérieur de ferme, huile sur toile ;
    - La Prédication, huile sur toile ;
    - Le Château de Lavardire, la tour d'Andenach, huile sur toile ;
    - Manoir au bord d'un étang, huile sur toile ;
    - Paysage avec maison en ruines, huile sur toile ;
    - Cloître de l'Abbaye de Saint-Sever, huile sur toile.
- Vire, musée de Vire :
  - Couple lisant dans les ruines, huile sur toile ;
  - Personnages dans les ruines, huile sur toile.

## Élèves
- Narcisse Berchère (1819-1891)